# جمال‌الدین صبری
جمال‌الدین صبری (انگلیسی: Gamal El-Din Sabri؛ زادهٔ ۲۱ ژوئن ۱۹۱۵) بازیکن بسکتبال اهل مصر بود.